# ウサギコクシジウム症
ウサギコクシジウム症とはEimeria属原虫の寄生によるウサギの寄生虫病。Eimeria stiedaiによるものが最も病原性が高く、激しい下痢、食欲不振を示す。Eimeria stiedaiによる肝コクシジウム症を耐過したウサギは強い免疫性を獲得する。診断は糞便検査によるオーシスト検出により行われる。治療にはサルファ剤のスルファジメトキシンが使用され、予防は動物舎の熱消毒および糞便の適切な処理が有効である。
| 種                 | 主な寄生部位   |
| ------------------ | -------------- |
| Eimeria steidai    | 胆管上皮       |
| Eimeria perforans  | 十二指腸〜回腸 |
| Eimeria magna      | 小腸まれに盲腸 |
| Eimeria medai      | 小腸〜大腸     |
| Eimeria piriformis | 大腸           |